# Tetragnatha armata
Tetragnatha armata là một loài nhện trong họ Tetragnathidae.
Loài này thuộc chi Tetragnatha. Tetragnatha armata được miêu tả năm 1891 bởi Karsch.